# Kidentai
A palavra japonesa kidentai (紀伝体), ("historiografia biográfica") denota uma forma de história asiática que, ao contrário da ordem cronológica (編年体, hivezai, anais) é baseada nas biografias de figuras históricas.
Como tal, é antes de tudo um elemento estrutural da historiografia e não dos escritos ficcionais. Como elemento estrutural, entretanto, o estilo kidentai também é uma característica das narrativas históricas (rekishi monogatari) do Japão. A literatura monogatari teve um efeito duradouro na escrita da história no Japão e, segundo Jürgen Bernd, na criação de uma linguagem literária autónoma, independente da China. A ordem biográfica e cronológica é um terceiro tipo de historiografia, complementada por anais tematicamente estruturados (紀事本末体, kiji honmatsutai).